# Ždaňa
Ždaňa (v minulosti Ždáňa, maďarsky Hernádzsadány, Zsadány) je obec na Slovensku v okrese Košice-okolí. Žije zde přibližně 1 400 obyvatel.

## Poloha
Leží v nadmořské výšce 185 metrů jihovýchodně od Košic na styku Košické kotliny se Slanskými vrchy u soutoku řeky Olšavy s Hornádem.
Katastr obce se rozprostírá na úpatí Slanských vrchů, ze západu ji ohraničuje tok řeky Hornádu, která je v těchto úsecích štěrkonosná se zajímavými břehovými porosty. Jižní částí obce protéká Turecký potok, jehož břehové porosty vytvářejí zajímavou krajinnou scenérii.

## Části obce
- Hušták
- Kertaľe
- Furča
- Mohoľka

## Vodstvo

### Vodní toky
- Hornád
- Turecký potok

### Vodní plochy
- Štěrkoviště Geča

## Kultura a zajímavosti

### Stavby
- Malá vodní elektrárna na Hornádu

#### Památky
- Dvojpodlažní budova bývalého Slúžňovského úřadu a Královského okresního soudu II. třídy,

ve které v současnosti sídlí internátní škola.

#### Pomníky
- Pomník obětím 1. a 2. světové války u Domu naděje

### Parky
- Park v centru obce

### Sport
- TJ Hornád Ždaňa

## Hospodářství a infrastruktura

### Doprava
- Do obce jezdí z Košic autobusy společnosti Eurobus.

### Firmy
- AGROSPOL Košice s.r.o.

### Školství
- Církevní základní škola sv. Košických mučedníků
- Základní škola Ždaňa
- Spojená škola internátní